# El llegat (pel·lícula de 2023)
El llegat (títol original en anglès, Lies We Tell) és una pel·lícula irlandesa de 2023 dirigida per Lisa Mulcahy. Es basa en Uncle Silas de Sheridan Le Fanu. S'ha doblat i subtitulat al català.

## Sinopsi
Maud és una jove de 18 anys que viu en una finca immensa a la Irlanda més remota i salvatge. Recentment el seu pare ha mort sobtadament i ella s'ha convertit en l'hereva de tots els seus béns. Però l'oncle, sospitós d'assassinat, és cridat a fer de fideïcomissari fins que la noia arribi a l'edat de 21 anys.

## Repartiment
- Agnes O'Casey: Maud
- David Wilmot: Silas
- Chris Walley: Edward
- Holly Sturton: Emily
- Grainne Keenan: Madame
- Elaine O'Dwyer: Mary Quince
- Mark Doherty: Bryerly
- Eleanor Methven: Mrs. Rusk
- John Olohan: Mr. Rusk
- Kieran Roche: Ilbury